# EHF Champions League 2006-07 (kvinder)
EHF Champions League 2006–07 for kvinder var den 14. EHF Champions League-turnering for kvinder. Turneringen blev arrangeret af European Handball Federation og havde deltagelse af 30 hold. Holdene spillede først to kvalifikationsrunder. De otte vindere af anden kvalifikationsrunde gik sammen med otte direkte kvalificerede hold videre til gruppespillet, der bestod af fire grupper med fire hold, hvorfra de fire vindere og fire toere gik videre til kvartfinalerne.
Turneringen blev for tredje gang vundet af Slagelse Dream Team fra Danmark, som i finalen over to kampe samlet vandt 61-53 over HC Lada Togliatti fra Rusland. Ud over Slagelse Dream Team blev Danmark repræsenteret af Aalborg DH og Viborg HK, som begge blev slået ud i kvartfinalerne.

## Resultater

### Første kvalifikationsrunde
| Dato    | Dato    | Hjemmehold i 1. kamp   | Hjemmehold i 2. kamp          | Resultat | Resultat | Resultat |
| 1. kamp | 2. kamp | Hjemmehold i 1. kamp   | Hjemmehold i 2. kamp          | 1. kamp  | 2. kamp  | Samlet   |
| ------- | ------- | ---------------------- | ----------------------------- | -------- | -------- | -------- |
| 23.9.   | 24.9.   | SPR SAFO-ICom Lublin   | Sassari Citta' dei Candelieri | 34-25    | 34-22    | 68–47    |
| 23.9.   | 16.9.   | Spono Nottwil Handball | HB Metz Moselle Lorraine      | 23-33    | 10-44    | 33–77    |
| 23.9.   | 24.9.   | GAS Anagennisi Artas   | BNTU Minsk Region             | 39-20    | 28-22    | 67–42    |
| 22.9.   | 23.9.   | Podravka Vegeta        | Van der Voort - Quintus       | 33-20    | 28-25    | 61–45    |
| 17.9.   | 23.9.   | CS Rulmentul Brasov    | Madeira Andebol SAD           | 31-20    | 30-23    | 61–43    |
| 17.9.   | 23.9.   | IK Sävehof             | IUVENTA Michalovce            | 28-27    | 31-34    | 59–61    |

### Anden kvalifikationsrunde
| Dato    | Dato    | Hjemmehold i 1. kamp | Hjemmehold i 2. kamp     | Resultat | Resultat | Resultat |
| 1. kamp | 2. kamp | Hjemmehold i 1. kamp | Hjemmehold i 2. kamp     | 1. kamp  | 2. kamp  | Samlet   |
| ------- | ------- | -------------------- | ------------------------ | -------- | -------- | -------- |
| 14.10.  | 22.10.  | Slagelse DT          | HB Metz Moselle Lorraine | 31-22    | 27-22    | 58–44    |
| 15.10.  | 22.10.  | FTC Budapest         | CS Rulmentul Brasov      | 30-24    | 29-30    | 59–54    |
| 15.10.  | 22.10.  | SPR SAFO-ICom Lublin | ZRK Buducnost MONET      | 24-21    | 17-21    | 41–42    |
| 14.10.  | 21.10.  | HC Leipzig           | GAS Anagennisi Artas     | 42-20    | 36-26    | 78–46    |
| 14.10.  | 21.10.  | CBM Astroc Sagunto   | Aalborg DH               | 30-24    | 29-39    | 59–63    |
| 14.10.  | 15.10.  | Byåsen HB Elite      | HC Motor Zaporozhje      | 35-31    | 26-29    | 61–60    |
| 14.10.  | 21.10.  | IUVENTA Michalovce   | HK Dinamo Volgograd      | 31-33    | 24-23    | 55–56    |
| 12.10.  | 13.10.  | Podravka Vegeta      | RK Celeia Zalec          | 40-14    | 39-22    | 79–36    |

### Gruppespil

#### Gruppe A
| Dato  | Kamp                                           | Res.  |
| ----- | ---------------------------------------------- | ----- |
| 6.1.  | Aalborg DH – RK Krim Mercator                  | 26-24 |
| 7.1.  | HK Dinamo Volgograd – Cem. la Union-Ribarroja  | 31-29 |
| 13.1. | Cementas la Union-Ribarroja – Aalborg DH       | 25-23 |
| 13.1. | RK Krim Mercator – HK Dinamo Volgograd         | 41-33 |
| 20.1. | Aalborg DH – HK Dinamo Volgograd               | 32-26 |
| 20.1. | Cementas la Union-Ribarroja – RK Krim Mercator | 31-33 |
| 10.2. | Aalborg DH – Cementas la Union-Ribarroja       | 31-24 |
| 10.2. | HK Dinamo Volgograd – RK Krim Mercator         | 29-34 |
| 17.2. | Cem. la Union-Ribarroja – HK Dinamo Volgograd  | 28-26 |
| 17.2. | RK Krim Mercator – Aalborg DH                  | 30-26 |
| 24.2. | RK Krim Mercator – Cementas la Union-Ribarroja | 34-28 |
| 25.2. | HK Dinamo Volgograd – Aalborg DH               | 34-32 |

| Hold                        | Kampe | Mål     | Point |
| --------------------------- | ----- | ------- | ----- |
| RK Krim Mercator            | 6     | 196-173 | 10    |
| Aalborg DH                  | 6     | 170-163 | 6     |
| Cementas la Union-Ribarroja | 6     | 165-178 | 4     |
| HK Dinamo Volgograd         | 6     | 179-196 | 4     |

#### Gruppe B
| Dato  | Kamp                                       | Res.  |
| ----- | ------------------------------------------ | ----- |
| 7.1.  | Byåsen HB Elite – HC Lada Togliatti        | 25-31 |
| 7.1.  | ZRK Buducnost T-Mobile – Győri Audi ETO KC | 25-31 |
| 13.1. | Győri Audi ETO KC – Byåsen HB Elite        | 33-27 |
| 14.1. | HC Lada Togliatti – ZRK Buducnost T-Mobile | 32-23 |
| 20.1. | HC Lada Togliatti – Győri Audi ETO KC      | 31-29 |
| 21.1. | ZRK Buducnost T-Mobile – Byåsen HB Elite   | 24-29 |
| 10.2. | ZRK Buducnost T-Mobile – HC Lada Togliatti | 23-27 |
| 11.2. | Byåsen HB Elite – Győri Audi ETO KC        | 30-29 |
| 17.2. | Győri Audi ETO KC – ZRK Buducnost T-Mobile | 28-20 |
| 18.2. | HC Lada Togliatti – Byåsen HB Elite        | 43-39 |
| 25.2. | Győri Audi ETO KC – HC Lada Togliatti      | 39-28 |
| 25.2. | Byåsen HB Elite – ZRK Buducnost T-Mobile   | 27-26 |

| Hold                   | Kampe | Mål     | Point |
| ---------------------- | ----- | ------- | ----- |
| HC Lada Togliatti      | 6     | 192-178 | 10    |
| Győri Audi ETO KC      | 6     | 189-161 | 8     |
| Byåsen HB Elite        | 6     | 177-186 | 6     |
| ZRK Buducnost T-Mobile | 6     | 141-174 | 0     |

#### Gruppe C
| Dato  | Kamp                         | Res.  |
| ----- | ---------------------------- | ----- |
| 6.1.  | HC Leipzig – Larvik HK       | 23-31 |
| 6.1.  | Podravka Vegeta – Viborg HK  | 32-31 |
| 13.1. | Viborg HK – HC Leipzig       | 39-33 |
| 14.1. | Larvik HK – Podravka Vegeta  | 36-28 |
| 20.1. | Larvik HK – Viborg HK        | 31-19 |
| 20.1. | Podravka Vegeta – HC Leipzig | 37-34 |
| 11.2. | HC Leipzig – Viborg HK       | 35-37 |
| 11.2. | Podravka Vegeta – Larvik HK  | 27-32 |
| 17.2. | Viborg HK – Podravka Vegeta  | 32-25 |
| 17.2. | Larvik HK – HC Leipzig       | 30-27 |
| 24.2. | Viborg HK – Larvik HK        | 32-31 |
| 25.2. | HC Leipzig – Podravka Vegeta | 32-22 |

| Hold            | Kampe | Mål     | Point |
| --------------- | ----- | ------- | ----- |
| Larvik HK       | 6     | 191-156 | 10    |
| Viborg HK       | 6     | 190-187 | 8     |
| Podravka Vegeta | 6     | 171-197 | 4     |
| HC Leipzig      | 6     | 184-196 | 2     |

#### Gruppe D
| Dato  | Kamp                                             | Res.  |
| ----- | ------------------------------------------------ | ----- |
| 6.1.  | FTC Budapest – HC Kometal Gjorce Petrov          | 31-28 |
| 7.1.  | Slagelse DT – Hypo Niederösterreich              | 22-25 |
| 12.1. | Hypo Niederösterreich – FTC Budapest             | 32-20 |
| 14.1. | HC Kometal Gjorce Petrov – Slagelse DT           | 18-19 |
| 19.1. | Hypo Niederösterreich – HC Kometal Gjorce Petrov | 38-27 |
| 20.1. | FTC Budapest – Slagelse DT                       | 26-34 |
| 10.2. | FTC Budapest – Hypo Niederösterreich             | 34-36 |
| 11.2. | Slagelse DT – HC Kometal Gjorce Petrov           | 24-16 |
| 17.2. | HC Kometal Gjorce Petrov – FTC Budapest          | 31-28 |
| 18.2. | Hypo Niederösterreich – Slagelse DT              | 30-29 |
| 24.2. | HC Kometal Gjorce Petrov – Hypo Niederösterreich | 23-22 |
| 25.2. | Slagelse DT – FTC Budapest                       | 27-28 |

| Hold                     | Kampe | Mål     | Point |
| ------------------------ | ----- | ------- | ----- |
| Hypo Niederösterreich    | 6     | 183-165 | 10    |
| Slagelse DT              | 6     | 155-143 | 6     |
| FTC Budapest             | 6     | 177-188 | 4     |
| HC Kometal Gjorce Petrov | 6     | 143-162 | 4     |

### Kvartfinaler
| Dato    | Dato    | Hjemmehold i 1. kamp | Hjemmehold i 2. kamp  | Resultat | Resultat | Resultat |
| 1. kamp | 2. kamp | Hjemmehold i 1. kamp | Hjemmehold i 2. kamp  | 1. kamp  | 2. kamp  | Samlet   |
| ------- | ------- | -------------------- | --------------------- | -------- | -------- | -------- |
| 17.3.   | 25.3.   | Győri Audi ETO KC    | Larvik HK             | 28-22    | 27-23    | 55–45    |
| 18.3.   | 23.3.   | Aalborg DH           | Hypo Niederösterreich | 34-24    | 19-31    | 53–55    |
| 18.3.   | 24.3.   | Slagelse DT          | RK Krim Mercator      | 30-23    | 28-26    | 58–49    |
| 17.3.   | 25.3.   | Viborg HK            | HC Lada Togliatti     | 32-32    | 31-33    | 63–65    |

### Semifinaler
| Dato    | Dato    | Hjemmehold i 1. kamp | Hjemmehold i 2. kamp  | Resultat | Resultat | Resultat |
| 1. kamp | 2. kamp | Hjemmehold i 1. kamp | Hjemmehold i 2. kamp  | 1. kamp  | 2. kamp  | Samlet   |
| ------- | ------- | -------------------- | --------------------- | -------- | -------- | -------- |
| 14.4.   | 20.4.   | HC Lada Togliatti    | Hypo Niederösterreich | 28-22    | 29-35    | 57–57    |
| 15.4.   | 22.4.   | Slagelse DT          | Győri Audi ETO KC     | 31-25    | 30-22    | 61–47    |

### Finale
| Dato    | Dato    | Hjemmehold i 1. kamp | Hjemmehold i 2. kamp | Resultat | Resultat | Resultat |
| 1. kamp | 2. kamp | Hjemmehold i 1. kamp | Hjemmehold i 2. kamp | 1. kamp  | 2. kamp  | Samlet   |
| ------- | ------- | -------------------- | -------------------- | -------- | -------- | -------- |
| 13.5.   | 20.5.   | HC Lada Togliatti    | Slagelse DT          | 29-29    | 24-32    | 53–61    |

### Spillere
| Mesterhold | Finalist |
| --- | --- |
| Slagelse Dream Team | HC Lada Togliatti |
| Mette Melgaard Carmen Lungu Anne Loft Christina Krogshede-Nielsen Carina Friis-Kjersgaard Maja Savic Anja Obradovic Bojana Popovic Kamilla Kristensen Line Hovgaard Ana Batinic Katarina Bulatovic Emiliya Turey Cecilie Leganger | Tatjana Konstantinova Aleksandra Kolokoltseva Ljudmila Motjalina Alina Gritsina Ljudmila Postnova Irina Bliznova Julia Klimova Nadezda Muravjeva Daria Gruzdeva Oksana Sakada Maria Sidorova Ekaterina Davydenko Anastasia Jusjenko Ekaterina Marennikova |